# Nicola Grimaldi (1645-1717)
Nicola Grimaldi (Teano, 16 dicembre 1645 – Roma, 25 ottobre 1717) è stato un cardinale italiano.

## Biografia
Nacque il 16 dicembre 1645.
Papa Clemente XI lo elevò al rango di cardinale nel concistoro del 17 maggio 1706.
Morì il 25 ottobre 1717 all'età di 71 anni.